# Ivanečka Željeznica
Ivanečka Željeznica is een plaats in de gemeente Ivanec in de Kroatische provincie Varaždin. De plaats telt 272 inwoners (2001).